# Oakley (Buckinghamshire)
Pour les articles homonymes, voir Oakley.
Oakley est un village et une paroisse civile du Buckinghamshire, en Angleterre. Il est situé dans le district d'Aylesbury Vale, près de la frontière avec l'Oxfordshire, et comptait 1 059 habitants au moment du recensement de 2001.